# 杜秉寅
杜秉寅（1854年—1923年4月4日），字宾谷，道名默靖，江苏淮安人，清朝时曾任山东邹县知县、高唐州知州、临清直隶州知州等职，华庆面粉公司的股东兼董事，民国时期民间宗教慈善组织“道院”的创始人之一。

## 生平
清代拔贡，光绪十九年（1893年）任山东邹县知县，二十四年（1898年）任高唐州知州，二十六年（1900年）任临清直隶州知州。
1917年，加入刘绍基组织的扶乩组织“济坛”，成为其中最年长的道首。1921年3月18日，与刘绍基等人以济坛为基础创立济南道院。
1923年4月4日（农历2月19日），杜默靖病逝。道院将其封为“默真人”，并授予“天枢统监”职位。